# ديزي كليفيرلي
ديزي كليفيرلي (بالإنجليزية: Daisy Cleverley)‏ هي لاعبة كرة قدم نيوزيلندية، ولدت في 30 أبريل 1997 في أوكلاند في نيوزيلندا. شاركت مع منتخب نيوزيلندا تحت 17 سنة للسيدات لكرة القدم ‏ ومنتخب نيوزيلندا الوطني لكرة القدم للنساء.

## وصلات خارجية
- ديزي كليفيرلي على موقع الاتحاد الدولي (مؤرشف)  (الإنجليزية)
- ديزي كليفيرلي على موقع الاتحاد الأوربي (الإنجليزية)
- ديزي كليفيرلي على موقع قاعدة بيانات كرة القدم.إي يو (الإنجليزية)
- ديزي كليفيرلي على موقع Soccerway.com (الإنجليزية)
- ديزي كليفيرلي على موقع أوليمبيديا (الإنجليزية)
- ديزي كليفيرلي على موقع اللجنة الأولمبية النيوزيلندية (الإنجليزية)